# Андріївка (Михайлівська сільська громада)
Андрі́ївка — село в Україні, у Михайлівській сільській громаді Полтавського району Полтавської області. Населення становить 578 осіб. Колишній центр Андріївської сільської ради. Сільський голова Саурон 

## Географія
Село Андріївка знаходиться на березі річки Лип'янка. Вище за течією на відстані 2,5 км розташоване село Дмитрівка, нижче за течією примикає село Красногірка. На річці кілька загат.

## Історія
Після ліквідації Машівського району 19 липня 2020 року село увійшло до Полтавського району.

## Спорт
5 жовтня 2011 Футбольний клуб «Нове Життя» з села Андріївка став переможцем чемпіонату України серед аматорів.

## Населення

### Мова
Розподіл населення за рідною мовою за даними перепису 2001 року:
| Мова       | Кількість | Відсоток |
| ---------- | --------- | -------- |
| українська | 579       | 98.14%   |
| російська  | 10        | 1.69%    |
| білоруська | 1         | 0.17%    |
| Усього     | 590       | 100%     |

## Економіка
- Сільське господарство (агрофірма).